# Martin Gerlach (Politiker)

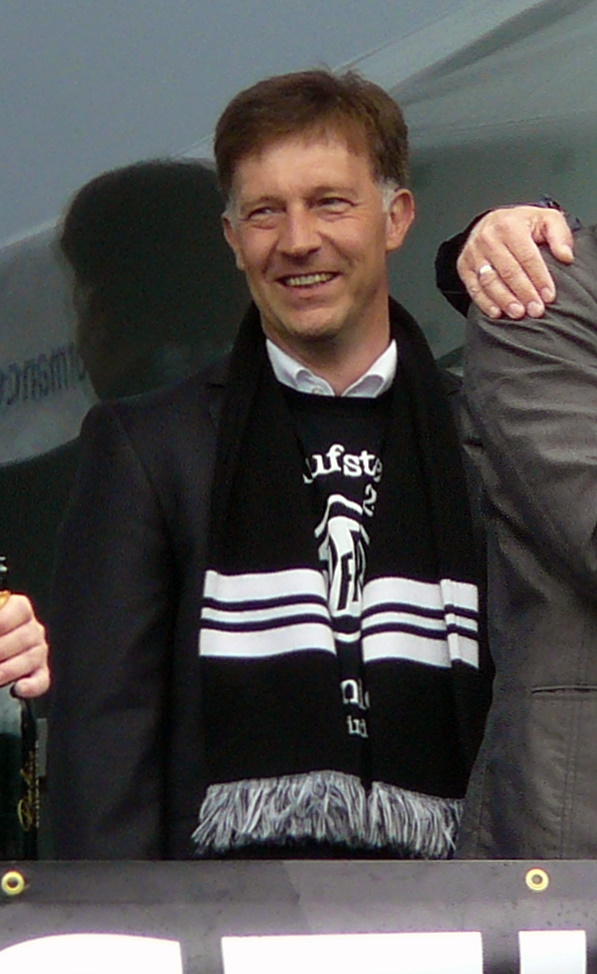
Martin Gerlach (2012)

Martin Gerlach (* 1965 in Wasseralfingen) ist ein ehemaliger parteiloser Kommunalpolitiker. Von 2005 bis 2013 war er Oberbürgermeister der Großen Kreisstadt Aalen, zuvor von 1994 bis 2005 Bürgermeister der baden-württembergischen Gemeinde Walheim am Neckar.

## Leben und Beruf
Martin Gerlach wuchs im heutigen Aalener Stadtteil Wasseralfingen als zweites von drei Kindern eines Wasseralfinger Stadt- und später Ortschaftsratsmitglieds auf. Nach seiner Schulzeit absolvierte er zunächst an der Polizeischule in Göppingen seine Erstausbildung und war anschließend von 1984 bis 1990 sechs Jahre lang im Polizeidienst in Göppingen, Karlsruhe und Stuttgart tätig.
Nach Erlangung der Fachhochschulreife nahm Gerlach an der Hochschule für öffentliche Verwaltung und Finanzen in Ludwigsburg ein Studium auf, das er 1994 als Diplom-Verwaltungswirt (FH) abschloss. Im Anschluss nahm er an der Hochschule eine Lehrtätigkeit an.
Gerlach ist verheiratet und hat drei Kinder. Nachdem er 2013 aus dem Amt des Aalener Oberbürgermeisters ausgeschieden war, zog er zunächst mit seiner Familie nach Neuseeland, um dort ein Sabbatical zu verbringen. Seit 2014 ist er als selbständiger Berater sowie erneut als Lehrbeauftragter an der Verwaltungshochschule in Ludwigsburg tätig. Gemeinsam mit zwei weiteren ehemaligen Bürgermeistern aus dem Landkreis Ludwigsburg ist er seit 2017 einer von drei Geschäftsführern der Pleidelsheimer Paulus Projektentwicklung GmbH.

## Politik
Noch während seines Studiums kandidierte Gerlach 1994 bei der Wahl zum Bürgermeister der Gemeinde Walheim am Neckar im Kreis Ludwigsburg. Dort setzte er sich bereits im ersten Wahlgang gegen acht Gegenkandidaten durch. Nach Ablauf seiner ersten Amtszeit wurde er 2002 mit 97 Prozent der abgegebenen Stimmen wiedergewählt.
2005 kandidierte er bei der Oberbürgermeisterwahl in seiner Heimatstadt Aalen, bei welcher der bisherige Amtsinhaber Ulrich Pfeifle nicht mehr antrat. Am 10. Juli 2005 wurde Gerlach im zweiten Wahlgang mit 59,3 Prozent der abgegebenen Stimmen zum neuen Oberbürgermeister gewählt.
Seit 2009 gehörte der parteilose Gerlach für die Fraktion der Freien Wähler dem Kreistag des Ostalbkreises an. Dort war er Mitglied im Krankenhausausschuss.
Im Januar 2013 kündigte Gerlach an, bei der Oberbürgermeisterwahl im Sommer 2013 nicht für eine zweite Amtszeit anzutreten. Im Oktober 2013 trat Gerlach sein Amt an seinen gewählten Nachfolger Thilo Rentschler ab.